# 1998 FO15
1998 FO15 är en asteroid i huvudbältet som upptäcktes den 7 mars 1998 av de båda japanska astronomerna Seiji Ueda och Hiroshi Kaneda i Kushiro.
Asteroiden har en diameter på ungefär 4 kilometer och den tillhör asteroidgruppen Nysa.